# Cyperus boreobellus
Cyperus boreobellus är en halvgräsart som beskrevs av Kaare Arnstein Lye. Cyperus boreobellus ingår i släktet papyrusar, och familjen halvgräs.
Artens utbredningsområde är Kenya. Inga underarter finns listade i Catalogue of Life.